# توماس هدسون جونز
توماس هدسون جونز (بالإنجليزية: Thomas Hudson Jones)‏ هو نحات أمريكي، ولد في 24 يوليو 1892، وتوفي في 4 نوفمبر 1969.